# La Vérité en face (téléfilm, 1993)
Pour les articles homonymes, voir La Vérité en face.
La Vérité en face est un téléfilm français réalisé par Étienne Périer en 1993.

## Synopsis
Paul Noblet et Madeleine Depage faisaient partie du même réseau de Résistance pendant la seconde guerre mondiale, avec cinq autres personnes. Leurs camarades ont été abattus par les Allemands. Ce massacre est resté dans la mémoire collective sous le nom de la Tragédie de Maurepas.
Au cours d'une commémoration de ce massacre, Madeleine revient sur les lieux de la tragédie, dont on l'accuse d'être responsable : elle aurait parlé sous la torture allemande, après avoir été arrêtée.
Dans le même temps, Paul est hanté par cette période sombre de sa vie. Lui aussi a été arrêté et transféré dans un camp. Il essaie de continuer à vivre normalement, mais c'est de plus en plus difficile.
Madeleine essaie de renouer le contact avec Paul, pour savoir enfin la vérité sur le drame. Mais Paul se refuse à tout dialogue avec tout le monde, même sa famille.
Une seule question taraude Paul et Madeleine : un des deux a parlé sous la torture, mais lequel ?

## Fiche technique
- Titre : La Vérité en face
- Réalisation : Étienne Périer
- Scénario : Dominique Fabre et Étienne Périer
- Production : Christine Gouze-Rénal pour France 3, Progefi et Taurus Film
- Photographie : Jean Charvein
- Musique : Paul Misraki
- Décors : Virginie Noël
- Costumes : Jeannine Gonzalez
- Pays d'origine : France
- Genre : Drame
- Format : Couleur
- Durée : 90 minutes
- Première diffusion : 27 mars 1993 sur France 3

## Distribution
- Claude Rich : Paul Noblet
- Danielle Darrieux : Madeleine Depage
- Jean-Yves Berteloot : Jean-Jacques
- Delphine Rich : Claire
- Catherine Rich : Jeanne
- Francis Frappat : Paulo
- Mijou Kovacs : Marie
- Johan Rougeul : Olivier
- Paulette Frantz : Germaine
- Perrine Verscheldem : Charlotte
- Arnaud Verscheldem : le bébé